# Кайетан Йозеф Фугер фон Кирхберг-Вайсенхорн
Кайетан Йозеф Фугер фон Кирхберг-Вайсенхорн (на немски: Cajetan Joseph Fugger Graf zu Kirchberg und Weissenhorn; * 16 септември 1697 в Мюнхен; † 26 март 1764, погребан в Кирххайм) е граф от род Фугер-Кирхберг-Вайсенхорн, господар на Кирххайм в Швабия, Шмихен (при Аугсбург) и Тюркенфелд.
Той е шестият син (от десет деца) на граф Йохан Мамсимилиан Йозеф Фугер фон Кирхберг-Вайсенхорн (1661 – 1731) и съпругата му графиня Мария Елизабет фон Лодрон и Латерано (1650 – 1721). Внук е на граф Бонавентура Фугер фон Кирхберг-Вайсенхорн (1619 – 1693), господар на Кирххайм и Шмихен, и фрайин Клаудия фон Мерци (1631 – 1708).
Фамилията Фугер от линията „фон дер Лилие“ живее и днес в дворец Фугер в Кирххайм.

## Фамилия
Кайетан Йозеф се жени на 19 февруари 1726 г. в Мюнхен за фрайин Мария Анна фом Щайн цум Рехтенщайн (1706 – 1783).
Те имат пет сина:
- Гауденциус (* 3 юли 1728, Инсбурк; † 4 август 1728, погребан в Кирххайм)
- Йозеф Доминикус (* 27 януари 1730; † 30.3.1780, Аугсбург), господар на Кирххайм, Шмихен и Тюркенфелд, женен на 21 септември 1756 г. в Майнц за фрайин Амалия фон Хоенек (1740 – 1807)
- Клеменс (* 2 март 1731, Мюнхен; † 13 ноември 1746, Инсбрук), рицар на Малтийския орден
- Алойс Анселм (* 20 май 1733, Мюнхен; † 29 юли 1733)
- Евстахиус (*/† 11 юни 1735, Мюнхен)